# Susanne Langer
Susanne Katherina Langer (apellidada Knauth de soltera) (Manhattan, Nueva York; 20 de diciembre de 1895 - Old Lyme, Connecticut, 17 de julio de 1985) fue una filósofa, escritora y educadora estadounidense, conocida por sus teorías sobre la influencia del arte en la mente.

## Biografía
Fue una de las primeras mujeres en la historia estadounidense en terminar una carrera académica en filosofía y ser profesionalmente reconocida como una filósofa estadounidense. Seguidora de Ernst Cassirer e influida también por Wittgenstein. Langer es conocida por su libro titulado Nueva Clave de la Filosofía (primera edición norteamericana en 1942 y en castellano en 1958). En 1960 Langer fue seleccionada como miembro de la Academia Estadounidense de las Artes y las Ciencias.
Nació en Manhattan y estudió en el Radcliffe College, completando su doctorado en la Universidad de Harvard en 1926. Fue profesora en Viena, en el Radcliffe College, en el Connecticut College for Women y en la Universidad de Columbia.
Langer entendía que la investigación filosófica debe centrarse en los símbolos y en toda la simbolización que realizan las actividades humanas en arte, religión, ciencia, etc. Se opuso tanto al idealismo como al empirismo, distinguiendo entre señales (ya usadas por los animales), signos (unión de significado y significante) y símbolos (usados para hablar acerca de realidades).
La cultura humana, a través de sus manifestaciones (arte, religión, ciencia...), tiene, para cada una de ellas, su particular universo simbólico, que debe ser investigado, según Langer, por quienes se dedican a la filosofía. Ella se centró principalmente en el universo simbólico del arte, definiéndolo como “símbolo presentacional” o “apariencia”, que articula la vida emocional del ser humano.

## Obras
- The Practice of Philosophy (1930).
- An Introduction to Symbolic Logic (1937).
- Philosophy in a New Key: A Study in the Symbolism of Reason, Rite, and Art (1942).
- Feeling and Form: A Theory of Art (1953).
- Mind: An Essay on Human Feeling (1967/82) tres volúmenes.